# Neobisium imbecillum
Neobisium imbecillum är en spindeldjursart som beskrevs av Beier 1938. Neobisium imbecillum ingår i släktet Neobisium och familjen helplåtklokrypare. Inga underarter finns listade i Catalogue of Life.